# Historie miłosne
Historie miłosne ("Kärlekshistorier") är en polsk film från 1997 om fyra män med kärleksbekymmer. Jerzy Stuhr spelar alla fyra roller i filmen och skrev och regisserade också filmen. Filmen är dedicerad till Krzysztof Kieślowski som gav Stuhr viktiga roller i sina filmer.

## Utmärkelser
Filmen vann utmärkelsen "Golden Lion" vid den "Polens filmfestival", jurypriset och silverpriset vid "Festróia - Tróia International Film Festival och "Grand Jury Award" vid Newport Beach Film Festival. Jerzy Stuhr fick också fyra priser vid Venedigs filmfestival.